# Thiocapsa imhoffii
Thiocapsa imhoffii ist ein Bakterium. Es zählt zu den Schwefelpurpurbakterien. Diese Gruppe von Bakterien führen eine anoxygene Photosynthese aus, bei der im Gegensatz zur oxygenen Photosynthese bei Cyanobakterien, Grünalgen und Pflanzen kein Sauerstoff entsteht.

## Merkmale und Stoffwechsel
Die Zellen von Thiocapsa imhoffii sind kugelförmig mit einem Durchmesser von  1,7–2,0 μm. Bestes Wachstum erfolgt bei einer Temperatur von 32 °C. Spirilloxanthine sind die vorherrschenden Carotinoide.
Das Bakterium wird zu der Familie der Chromatiaceae gestellt. Hierbei handelt es sich um sogenannte Schwefelpurpurbakterien. Diese Bakterien nutzen die Photosynthese zur Energiegewinnung. Es wird kein Sauerstoff freigesetzt, wie es bei den Blaualgen, Grünalgen und Pflanzen der Fall ist, man spricht von der anoxygenen Photosynthese. Sie verwenden Schwefelverbindungen an Stelle von Wasser (H2O) als Elektronendonator für die Reduktion von CO2, weshalb auch kein Sauerstoff freigesetzt wird.
Thiocapsa imhoffii zeigt hierbei auch photoautotrophes Wachstum, d. h., es ist in der Lage, ausschließlich durch Photosynthese Energie zugewinnen, organische Substanzen werden nicht zum Wachstum genutzt. Hierzu benötigt es Sulfid und Thiosulfat als Elektronendonatoren, allerdings findet dieses Wachstum nur unter hohen CO2-Gehalt statt. Photoheterotrophes Wachstum, also mit Hilfe von zusätzlichen organischen Substanzen für das Wachstum, zeigt das Bakterium, wenn Acetat, Pyruvat, Glycerin, Laktat, Malat, Succinat oder Hefeextrakt vorhanden sind. Die Photosynthese findet innerhalb der Zelle liegenden Membranen (intrazytoplasmatisch) statt. Die Membranen sind vesikulär angeordnet.Thiocapsa imhoffii ist auch in der Lage, völlig ohne Licht im Dunkeln zu wachsen und dann organische Kohlenstoffe zur Energiegewinnung zu nutzten, hierbei spricht man von chemotrophen Bakterien. Es ist also nicht zwingend auf phototrophes Wachstum angewiesen, es ist fakultativ phototroph. Das Gegenteil wäre obligat phototroph, also auf Photosynthese angewiesen. Das Bakterium ist nicht streng anaerob, es ist auch in der Lage in Umgebungen mit geringen Sauerstoffkonzentrationen zu wachsen. Man spricht von mikroaeroben Bedingungen.

## Systematik
Thiocapsa imhoffii wurde im Jahr 2007 von Marie Asao, Shinichi Takaichi und Michael T. Madigan erstbeschrieben. Es zählt zu der Familie der Chromatiaceae der Proteobacteria.
Die Art wird in dem International Code of Nomenclature of Bacteria (Bacteriological Code, ICNB) als noch nicht vollständig anerkannt, bzw. nicht vollständig beschrieben geführt. Trotzdem gilt es als gut charakterisierte Art und wird in der Forschung dementsprechend beschrieben und untersucht. Dies ist auch bei einigen anderen Arten der Chromatiaceae der Fall, wie z. B. bei Arichromatium chrysaorae, Marichromatium litoris, Thiocapsa bogorovii und Thiorhodococcus drewsii.
Michael T. Madigan, ein Mitautor von Thiocapsa imhoffii, beschäftigt sich intensiv mit phototrophen Bakterien in extremen Habitaten wie in heißen Quellen in den USA, in extrem kalten Lebensräumen in antarktischen Seen, Natronseen und im Toten Meer. Er war beteiligt an mehreren Artbeschreibungen aus solchen extremen Ökosystemen, wie die Erstbeschreibungen von Thermochromatium tepidum, Thiocapsa imhoffii, Rhodoferax fermentans, Rhodobaca bogoriensis (aktuell als Roseinatronobacter bogoriensis subsp. bogoriensis geführt) und Rhodovibrio sodomensis. Des Weiteren ist er Mitautor des Lehrbuches Brock – Mikrobiologie.